# William Smith (geolog)
William Smith (ur. 23 marca 1769 w Churchill w hrabstwie Oxfordshire, zm. 28 sierpnia 1839 w Northampton) – angielski inżynier i geolog, zapoczątkował wykorzystanie skamieniałości do korelacji profili i datowania skał, autor pierwszych map geologicznych Anglii.

## Życiorys
Pracował jako inżynier w kopalni węgla kamiennego w Somerset, zajmując się budową kanałów wodnych. Prowadząc tam obserwacje, wykazał, że skamieniałości zawarte w skałach występują w profilu pionowym w określonym i stałym porządku, tzn. że w starszych warstwach są inne zespoły skamieniałości niż w młodszych. Zapoczątkował tym samym metodę biostratygraficzną do określania wieku względnego skał na podstawie skamieniałości.
W 1799 opracował pierwszą dokładną mapę geologiczną w Anglii. Była to mapa rejonu miasta Bath w hrabstwie Somerset. W 1815 opracował i wydał pierwszą w dziejach mapę geologiczną Anglii, był też autorem paru innych opracowań kartograficznych. Ze względu na to, że jego mapy zostały splagiatowane i wydane przez konkurencję po niższych cenach, w 1817 zbankrutował i w związku z niespłaconymi długami trafił do więzienia, skąd wyszedł w 1819.
W 1831 za swoje badania geologiczne otrzymał Medal Wollastona nadany przez Londyńskie Towarzystwo Geologiczne jako pierwszy w dziejach laureat. W czasie uroczystości prezydent Towarzystwa Adam Sedgwick określił Smitha jako ojca angielskiej geologii i ten zwrot jest używany czasami i dzisiaj. W 1835 został doktorem honoris causa Trinity College w Irlandii.